# FNNプライムニュース デイズ
『FNNプライムニュース デイズ』（エフエヌエヌプライムニュース デイズ、ラテン文字表記：FNN PRIME news days）は、2018年4月2日から2019年3月31日までフジテレビをはじめとするFNN（フジニュースネットワーク、テレビ宮崎を除く）で毎週平日（月曜日から金曜日）11:30 - 11:55（JST）及び週末（土曜日・日曜日）11:50 - 12:00（JST）に生放送されていた昼の報道番組で、フジニュースネットワークの冠番組である。

## 概要
フジテレビは、2018年4月改編でBSフジ双方でニュース番組を『プライムニュース』としてブランドを統一しリニューアルすると発表した
。平日版に関しては、同年3月まで31年間放送された『FNNスピーク』の後継番組として、週末版に関しては『FNNスピークWeekend』の後継番組としてそれぞれ開始する。
番組テーマカラーやテロップは   ブルー。
2019年4月改編でニュース番組のブランドを『Live News』としてリニューアルするため、本番組は2019年3月31日をもって終了した。後番組は『FNN Live News days』。なお、同番組は本番組の放送体制をそのまま引き継ぎ、平日版男性キャスターの奥寺と野島、週末版キャスターの山中は同番組に続投する一方、平日版女性キャスターの梅津は同年4月からスタートした日曜朝の新報道番組『日曜報道 THE PRIME』に異動となった。
この番組は、『FNNニュースレポート11:30』→『スピーク』に続いて、産業経済新聞社(産経新聞)の協力だが、2番組とは違い、冒頭での「協力 産経」(1988年5月までは「サンケイ」)表示はこの番組から廃止された。一部の放送局では、地元新聞社の協力テロップを出す局もある。(例:福井テレビの『協力：中日新聞」、テレビ西日本の『西日本新聞』（「TNC」の右隣に表示、「協力」の文字はなし）)

## 放送時間
- 月 - 金曜日 11:30 - 11:55（25分）
- 土・日曜日 11:50 - 12:00（10分）

## 過去の出演者
| 期間 | 期間      | メインキャスター | メインキャスター | メインキャスター | サブキャスター | サブキャスター | サブキャスター |
| 期間 | 期間      | 月 - 金曜日      | 土曜日           | 日曜日           | 月・火曜日     | 水・木曜日     | 金曜日         |
| --- | --------- | ---------------- | ---------------- | ---------------- | -------------- | -------------- | -------------- |
| 2018.4.2 | 2018.9.16 | 梅津弥英子       | 山中章子1        | 竹内友佳1・3・5  | 大村晟         | 大村晟         | 奥寺健4        |
| 2018.9.17 | 2018.11.4 | 梅津弥英子       | 山中章子2・3     | 山中章子2・3     | 大村晟         | 大村晟         | 奥寺健4        |
| 2018.11.5 | 2019.3.31 | 梅津弥英子       | 山中章子2・3     | 山中章子2・3     | 奥寺健         | 野島卓6        | 野島卓6        |
| - 全員出演時点ではフジテレビアナウンサー。 - 番組終了時点の出演者のうち、梅津以外は全員『FNN Live News days』も続投。 - 1 前番組『FNNスピークWeekend』から続役。 - 2 『めざましどようび』を兼務。 - 3 日曜日朝の『FNNニュース』を兼務。 - 4 前番組『FNNスピーク』から続役。 - 5 『FNNプライムニュース α』土曜日（金曜日深夜）のメインキャスター就任のため降板。 - 6 週末の『プライムニュース イブニング』を兼務。 |           |                  |                  |                  |                |                |                |

### 代役について
- 梅津が夏季休暇の時は奥寺がメインを担当。金曜日のサブは内田嶺衣奈が担当。
- 大村が夏季休暇の時は奥寺が代理を担当。
- 奥寺が夏季休暇の時は大村が代理を担当。
- 山中が夏季休暇の時は竹内、または藤村さおりが代理を担当。
- 竹内が夏季休暇の時は山中が代理を担当。

## 放送内容

### 平日版
- PRIME FOCUS
- PRIME CULTURE
- PRIME TOPICS - 前番組『FNNスピーク』で放送されていたコーナー「WORLD TOPICS」をリニューアルしたもの。世界のこぼれ話的なショートニュースを原則として1～2本取り上げる。国内の話題も取り上げることがある。
- マーケット情報 - 全国ネット枠終了間際に放送され、日経平均株価の午前の終値などを簡潔に伝える。時間の都合で割愛される場合がある。
- 気象情報 - 11:53頃から関東ローカルで放送。男性キャスターが担当している。この時流れるBGMは『プライムニュース イブニング』の天気コーナーで使用されているものと同じだった。

## テーマ曲
- 2018年4月2日 - 2019年3月31日：「『PRIME NEWS DAYS』2018のテーマ」（亀田誠治）[2]

## スタッフ
- チーフプロデューサー：青山美保（月 - 金曜日）、坂本隆之（土・日曜日）
- 制作：フジテレビ報道局
- 制作著作：フジテレビ

## ネット局
| 放送対象地域   | 放送局                      | 系列                          | 放送日時      | 放送日時                             |
| 放送対象地域   | 放送局                      | 系列                          | 月 - 金曜     | 土・日曜                             |
| -------------- | --------------------------- | ----------------------------- | ------------- | ------------------------------------ |
| 関東広域圏     | フジテレビ（CX） 【制作局】 | フジテレビ系列                | 11:30 - 11:55 | 11:50 - 12:00                        |
| 北海道         | 北海道文化放送（UHB）       | フジテレビ系列                | 11:30 - 11:55 | 11:50 - 12:00                        |
| 岩手県         | 岩手めんこいテレビ（mit）   | フジテレビ系列                | 11:30 - 11:55 | 11:50 - 12:00                        |
| 宮城県         | 仙台放送（OX）              | フジテレビ系列                | 11:30 - 11:55 | 11:50 - 12:00                        |
| 秋田県         | 秋田テレビ（AKT）           | フジテレビ系列                | 11:30 - 11:55 | 11:50 - 12:00                        |
| 山形県         | さくらんぼテレビ（SAY）     | フジテレビ系列                | 11:30 - 11:55 | 11:50 - 12:00                        |
| 福島県         | 福島テレビ（FTV）           | フジテレビ系列                | 11:30 - 11:55 | 土曜 11:50 - 11:58日曜 11:50 - 12:00 |
| 新潟県         | 新潟総合テレビ（NST）       | フジテレビ系列                | 11:30 - 11:55 | 11:50 - 12:00                        |
| 長野県         | 長野放送（NBS）             | フジテレビ系列                | 11:30 - 11:55 | 11:50 - 12:00                        |
| 静岡県         | テレビ静岡（SUT）           | フジテレビ系列                | 11:30 - 11:55 | 11:50 - 12:00                        |
| 富山県         | 富山テレビ（BBT）           | フジテレビ系列                | 11:30 - 11:55 | 11:50 - 12:00                        |
| 石川県         | 石川テレビ（ITC）           | フジテレビ系列                | 11:30 - 11:55 | 11:50 - 12:00                        |
| 福井県         | 福井テレビ（FTB）           | フジテレビ系列                | 11:30 - 11:48 | 土曜 11:50 - 11:56日曜 11:50 - 12:00 |
| 中京広域圏     | 東海テレビ（THK）           | フジテレビ系列                | 11:30 - 11:53 | 11:50 - 12:00                        |
| 近畿広域圏     | 関西テレビ（KTV）           | フジテレビ系列                | 11:30 - 11:55 | 11:50 - 12:00                        |
| 島根県・鳥取県 | 山陰中央テレビ（TSK）       | フジテレビ系列                | 11:30 - 11:55 | 11:50 - 12:00                        |
| 岡山県・香川県 | 岡山放送（OHK）             | フジテレビ系列                | 11:30 - 11:55 | 11:50 - 12:00                        |
| 広島県         | テレビ新広島（TSS）         | フジテレビ系列                | 11:30 - 11:55 | 11:50 - 12:00                        |
| 愛媛県         | テレビ愛媛（EBC）           | フジテレビ系列                | 11:30 - 11:55 | 11:50 - 12:00                        |
| 高知県         | 高知さんさんテレビ（KSS）   | フジテレビ系列                | 11:30 - 11:55 | 11:50 - 12:00                        |
| 福岡県         | テレビ西日本（TNC）         | フジテレビ系列                | 11:30 - 11:55 | 11:50 - 12:00                        |
| 佐賀県         | サガテレビ（STS）           | フジテレビ系列                | 11:30 - 11:55 | 11:50 - 12:00                        |
| 長崎県         | テレビ長崎（KTN）           | フジテレビ系列                | 11:30 - 11:55 | 11:50 - 12:00                        |
| 熊本県         | テレビ熊本（TKU）           | フジテレビ系列                | 11:30 - 11:55 | 11:50 - 12:00                        |
| 大分県         | テレビ大分（TOS）           | 日本テレビ系列 フジテレビ系列 | 11:30 - 11:55 | 11:50 - 12:00                        |
| 鹿児島県       | 鹿児島テレビ（KTS）         | フジテレビ系列                | 11:30 - 11:55 | 11:50 - 12:00                        |
| 沖縄県         | 沖縄テレビ（OTV）           | フジテレビ系列                | 11:30 - 11:55 | 11:50 - 12:00                        |

### 系列局の番組名
前番組『FNNスピーク』の流れで一部系列局の番組表では以下のタイトルに差し替えられる。
- 新潟総合テレビ - FNN NSTプライムニュースデイズ
- 石川テレビ - 石川さんプライムニュースデイズ
- テレビ新広島 - FNN TSSプライムニュースデイズ（実際の番組では改題なし。日曜日はフジテレビと同じフルCGタイトルを自社で送出）
- サガテレビ - FNN SAGATVプライムニュースデイズ
- テレビ長崎 - KTNプライムニュース デイズ（実際の番組ではオープニングが独自のテロップアニメーションで自社送出となる日曜日のみ改題）
- テレビ熊本 - TKUプライムニュース デイズ（実際の番組ではオープニングが静止テロップで自社送出となる日曜のみ『PRIME news TKU』と改題）
- テレビ大分 - FNN TOSプライムニュースデイズ（実際の番組では改題なし 日曜日は静止テロップで自社送出）
- テレビ西日本 - 日曜日のみ『FNNスピークWeekend』時代と同様、系列局で唯一オープニングとエンディングの両方を自社送り出しの音楽（オープニングは『プライムニュース イブニング』のテーマ曲を編集して使用。エンディングはフジテレビと同じ）・CGに差し替えて放送する。

### 備考
- 福井テレビは、月 - 土曜日のローカル枠を本番組とは別番組（『福井新聞ニュース』と天気予報）として放送するため、『FNNスピーク』時代と同様に全国ネット枠終了とともに終了する。